# Bålsta
Bålsta ist eine Ortschaft (tätort) in der schwedischen Provinz Uppsala län und Hauptort der Gemeinde Håbo.
Die Siedlung liegt etwa 40 km nordwestlich von Stockholm und 50 km südlich von Uppsala. Die meisten der ca. 13.000 Einwohner zogen nach 1970 in den Ort. Viele Bewohner pendeln zur Arbeit in die genannten Städte. Seit 2001 ist Bålsta Endstation für eine Linie des Vorortzuges von Stockholm.
In einer Scheune richtete der Künstler und Sammler Lasse Åberg ein Museum zu Disneyfiguren ein.

## Söhne und Töchter der Stadt
- Marcus Nilson, Eishockeyspieler